# Candice Michelle
Candice Michelle Beckman-Ehrlich (Milwaukee (Wisconsin), 30 september 1978) is een Amerikaans model, actrice en professioneel worstelaarster die als worstelaarster bekend was in de World Wrestling Entertainment (WWE).

## Vroege carrière
Op haar zestiende won Candice Beckman, zoals ze toen bekendstond, een modelleerwedstrijd bij een lokale skatebaan.
Rond 1999 verhuisde ze naar Los Angeles, om beroepsmodel en -actrice te worden.
Ze studeerde theaterwetenschappen aan het Santa Monica College en kreeg een training in acteren voor de camera en de Meisnertechniek (een acteertechniek ontwikkeld door Sandy Meisner) in de Piero Dusa Acting Studio.
Gedurende deze tijd nam Candice haar middelste naam Michelle aan voor haar werk.
Ze verscheen in talloze bodybuilding- en autogerelateerde tijdschriften als FLEX en Lowrider Magazine. Daarnaast was ze in juni 2002 ook Cyber Girl van de Week in Playboy.
Candice werkte ook als een voetfetisj- en bondagemodel voor FM Concepts onder het pseudoniem Mackenzie Montgomery.
Gedurende deze tijd verscheen Candice in televisieprogramma's als Party of Five en 7th Heaven. Daarnaast verscheen ze in films als Tomcats, Anger Managemen en A Man Apart. Ze speelde ook nog in een erotische softcorefilm Hotel Erotica.

## In het worstelen
- Finishers
  - Candywrapper (Inverted double underhook jumping facebuster)
  - Spinning heel kick
  - Candylicious (Hanging figure four necklock)

- Signature moves
  - Diving crossbody en vervolgens een pin
  - Go Daddy dansje gevolgd door een elbow drop
  - Voorwaartse Russian legsweep
  - Hurricanrana
  - Rennende flying clothesline
  - Sitout rear mat slam
  - Tilt-a-whirl headscissors takedown

- Muziek entree
  - Haar muziekje zou eigenlijk "Holla" van Desiree Jackson zijn volgens de cd WWE Wreckless Intent. Dat werd het muziekje van Kelly Kelly.
  - Candice gebruikte een lied getiteld "What Love is", gemaakt door Jim Johnston.
  - Candice gebruikt op dit moment een houseversie van "What Love is", een remix van Scooter and Lavelle.

## Prestaties
- Playboy
  - Cover girl (April 2006)

- Pro Wrestling Illustrated
  - PWI Most Improved Wrestler of the Year (2007)
  - PWI Woman of the Year (2007)

- World Wrestling Entertainment
  - WWE Women's Championship (1 keer)
  - WWE 24/7 Championship (1 keer)